# Cell Identifier
Cell Identifier (C-Id, C-ID, Cell ID, CID) – parametr przypisywany przez operatora telefonii komórkowej poszczególnym komórkom (ang. cells) zdefiniowanym na obszarze należącej do niego sieci.

## Systemy GSM, UMTS i LTE
Parametr cell identifier, mimo podobnej nazwy jest definiowany w różnych wariantach sieci komórkowych w różny sposób. Łączy je to, że parametr ten musi być unikatowy wśród komórek (ang. cells) zdefiniowanych na obszarze zarządzanym przez BSC (GSM) lub RNC (UMTS).
W sieciach GSM jest to liczba całkowita z przedziału 0 ... 65535 (dwa bajty).
W sieciach UMTS (jako UTRAN cell ID) jest to liczba całkowita o wartościach z przedziału 0 ... 268 435 455 (228 − 1). 
W sieciach LTE (jako E-UTRAN cell ID) również przyjmuje wartościach z przedziału 0 ... 268 435 455 (228 − 1).
W literaturze używane jest także pojęcie Global Cell ID (GCI). GCI zapisywane jest w formacie MCC + MNC + LAC + Cell Identifier. Tak zdefiniowana nazwa komórki jednoznacznie opisuje ją wśród wszystkich komórek we wszystkich sieciach mobilnych. W tym formacie zapisywana jest na przykład w VLR komórka, w której rozmawia (lub w której ostatnio rozmawiał) dany abonent.

## Systemy CDMA 2000
W systemach CDMA2000 Cell Identifer zapisywany jest jako 4-bajtowa liczba w formacie: MSCid (16 bitów) + cell (12 bitów) + sektor (4 bity).